# Бірсуат (Жаркаїнський район)
Бірсуа́т (каз. Бірсуат) — село у складі Жаркаїнського району Акмолинської області Казахстану. Адміністративний центр та єдиний населений пункт Бірсуатської сільської адміністрації.
Населення — 306 осіб (2021; 632 у 2009, 700 у 1999, 985 у 1989).
Національний склад станом на 1989 рік:
- росіяни — 44 %;
- українці — 20 %.